# Giulio Marvardi
Giulio Marvardi (Jesi, 10 agosto 1832 – Senigallia, 24 luglio 1916) è stato un pittore italiano.

## Biografia
Nasce a Jesi da Francesco, doratore e pittore, e da Carolina Catelli, originaria di Roma. Giuletto, come lo chiamano affettuosamente, impara il mestiere di pittore nella bottega paterna. Nel 1846 rimane orfano di padre, una morte improvvisa che arreca alla famiglia anche un dissesto economico. Gli insegnanti di disegno di Jesi non si accorgono del suo valore o se ne dimenticano in fretta. La madre Carolina invece non intende scartare un simile talento e così decide di ritornare a Roma in cerca di maggiore fortuna, desiderosa di presentare il quindicenne Giulietto a insegnanti meno "provinciali" e probabilmente più qualificati. Frequenta l'Accademia Nazionale di San Luca dove ha per maestro il ferrarese Alessandro Mantovani, uno dei decoratori più talentuosi del tempo, interessato alla vena artistica del giovane jesino.
Attratto dal fermento patriottico che investe Roma e l'Italia, partecipa alla Prima guerra d'Indipendenza e nel 1849 si schiera dalla parte di Mazzini e della Repubblica Romana. Il primo incarico, prestigioso, arriva nel 1850, con il restauro delle Logge di Raffaello in Vaticano sotto la direzione di Mantovani, le cui influenze stilistiche "classicheggianti" si radicano precocemente nel giovane marchigiano.
Ritorna nelle Marche, a Senigallia, con in tasca una lettera di Pio IX che lo ha incaricato di decorare i soffitti di "Villa delle Grazie", acquistata dal pontefice nel 1851 e prossimo dono di nozze per il nipote di Roma, il conte Luigi. Nel 1855 progetta — ma non decora — per la contessa Balleani di Jesi "Villa Fontedamo". Si trasferisce definitivamente a Senigallia e il 25 novembre 1857 sposa Criseide Micciarelli. Tra il 1858 e il 1859 decora i nuovi affreschi dell'appartamento del secondo piano di Palazzo Pianetti di Jesi e ridipinge la volta del Teatro della Concordia, poi Teatro Pergolesi. Nel novembre 1862 decora, per il Nobiluomo Enrico Calai, alcune stanze del Palazzo Calai di Gualdo Tadino. Nel 1864 si trasferisce per un breve periodo a Fossato per svolgere alcuni incarichi per conto delle Ferrovie. L'anno seguente ridipinge la volta del  Teatro La Fenice di Senigallia, pitture che tuttavia sono andate perdute con il terremoto del 1930 e soprattutto con i bombardamenti del secondo conflitto mondiale.

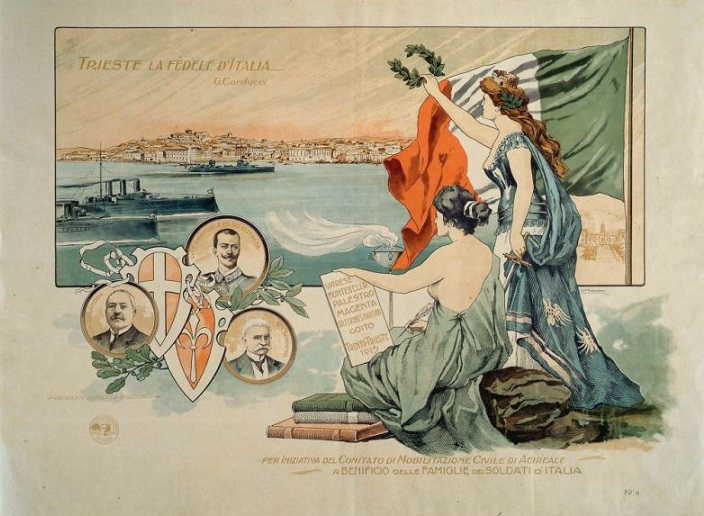
Manifesto per la Grande Guerra

Nel 1869 partecipa all'Esposizione Provinciale di Ancona, vincendo una medaglia di bronzo per un dipinto ad olio e l'anno seguente cura il corredo scenico del teatro della Fortuna di Fano e per quello di Cartoceto. All'Esposizione Mondiale di Vienna del 1873 lo dichiarano «Primo fiorista italiano». Lo stesso anno cura la cappella del Santissimo Sacramento del Duomo di Senigallia e nel 1874 partecipa alla 2ª Esposizione Agricola Industriale di Lugo dove riceve particolari apprezzamenti per un dipinto su vetro. Usa la tecnica all'encausto per il salotto della villetta di Senigallia di proprietà di Giovanni Luzi di Roma. Il 13 gennaio 1875 viene nominato socio onorario del Corpo Accademico dell'Istituto di Belle Arti di Urbino e il 30 settembre lo nominano membro della Reale Associazione Italiana dei Benemeriti per meriti artistici.
Nel 1877 dipinge la volta, il boccascena, le dorature e tutte le decorazioni del nuovo Teatro di Montecarotto, sipario e scene escluse che spettano rispettivamente a Cecrope Barilli di Parma e a Enrico Andreani di Ancona. Dice di lui l'architetto di Jesi Raffaele Grilli (1807-1880), progettista del teatro montecarottese: «Se il pittore avesse ad essere il Sig. Marvardi, ci intenderemmo facilmente, perché è di buon gusto e non Barocco».
Lo stesso anno partecipa all'Esposizione Nazionale di Napoli e nel 1882 esegue delle decorazioni all'abside della Chiesa del Soccorso a Cartoceto. Due anni dopo è all'Esposizione Nazionale di Torino e nel 1904 vince la Medaglia d'oro all'Esposizione Marchigiana di Senigallia.
Muore a Senigallia il 24 luglio 1916.